# Byrakur, Mulbagal
Byrakur là một làng thuộc tehsil Mulbagal, huyện Kolar, bang Karnataka, Ấn Độ.